# سرزمین بیگانه
سرزمین بیگانه (به هندی: Pardes)یا غریبه یک فیلم موزیکال و درام است که در سال ۱۹۹۷ تولید شده‌است. از بازیگران این فیلم می‌توان به شاهرخ خان، ماهیما چودری، آمریش پاری، آلوک نات، آدیتا نارایان و هیمانی شیوپوری اشاره کرد.

## موضوع فیلم
کیشوریال (آمریش پاری)، یک ثروتمند است که نسبت به کشور خود، هند، علاقهٔ زیادی دارد. کیشوریلال (آمریش پاری) در سفری برای ملاقات با دوستش در روستاهای هند، با دختر دوستش، گنگا (ماهیما چودری)، در تماس است. او تحت تأثیر فرهنگ و ارزش‌های او قرار می‌گیرد و تصمیم می‌گیرد ازدواج او را با پسر واقعی خود راجول ترتیب دهد. آرجون (شاهرخ خان)، فرزند خواهر کیشوریال (آمریش پاری)، وظیفه دارد خانواده گنگا (ماهیما چودری) را برای پذیرایی از راجول آماده کند. آرجون (شاهرخ خان) قصد «غربی‌سازی» خانواده را دارد، اما گنگا (ماهیما چودری) و خواهران و برادرانش با این قصد او مقاومت می‌کنند. درگیری آن‌ها، آن‌ها را به هم نزدیک می‌کند و آرجون (شاهرخ خان) و گنگا (ماهیما چودری) با هم دوست می‌شوند. راجول یک ماه دیگر از روستا دیدن می‌کند و در معرض آداب و رسوم و سنت‌های بیگانه هندی قرار می‌گیرد. با کمک آرجون (شاهرخ خان)، او به زودی فرهنگ هند را درک می‌کند و جذب گنگا (ماهیما چودری) می‌شود. راجول و گنگا (ماهیما چودری) با هم ازدواج می‌کنند و پس از نامزدی در هند با هم سوار بر هواپیما به ایالات متحده می‌روند. گنگا (ماهیما چودری) با خانواده کیشوریال (آمریش پاری) زندگی می‌کند در حالی که مقدمات یک عروسی باشکوه فراهم شده‌است. در طول این مدت، او با خصومت‌هایی از سوی خانواده کیشوریال (آمریش پاری) مواجه می‌شود، که مدت‌هاست هند و ارزش‌های آن را پشت سر گذاشته‌اند و فرهنگ آمریکایی را کاملاً پذیرفته‌اند. گنگا (ماهیما چودری) معتقد است که راجول با خانواده‌اش متفاوت است، اما به زودی در معرض سبک زندگی مسامحه آمیز، رفتار وحشیانه و رازهای روابط گذشته‌اش قرار می‌گیرد. او که در خانواده‌ای محافظه‌کار در هند بزرگ شده‌است، نسبت به این اطلاعات جدید واکنش منفی نشان می‌دهد و به آرجون (شاهرخ خان) حمله می‌کند و او را متهم می‌کند که تصویری دروغین از راجول قبل از نامزدی آن‌ها ترسیم کرده‌است. ادامه دوستی آرجون (شاهرخ خان) با گنگا (ماهیما چودری) مورد توجه خانواده کیشوریال (آمریش پاری) قرار می‌گیرد و آن‌ها او را به خارج از کشور منتقل می‌کنند تا او نتواند در روابط راجول دخالت کند. در سفری به لاس وگاس، راجول و گنگا (ماهیما چودری) در نهایت در اتاق هتل خود به خاطر اصرار راجول برای داشتن رابطه قبل از ازدواج با هم دعوا می‌کنند. راجول در نهایت به گنگا (ماهیما چودری) حمله می‌کند که با او مبارزه و سپس فرار می‌کند. آرجون (شاهرخ خان) او را در یک ایستگاه قطار در وضعیتی مضطرب می‌یابد و او را به امنیت خانواده‌اش در هند برمی‌گرداند. در بازگشت به دهکده، خانواده گنگا (ماهیما چودری) به دروغ به این باور می‌رسند که آرجون (شاهرخ خان) و گنگا (ماهیما چودری) فرار کرده‌اند. راجول در هند ظاهر می‌شود و آدم‌هایی را برای انتقام از آرجون (شاهرخ خان) استخدام می‌کند. آرجون (شاهرخ خان) در یک آشفتگی خونین باقی می‌ماند، اما به خاطر گنگا (ماهیما چودری) می‌جنگد. مشت او با راجول به خشونت تبدیل می‌شود، اما کیشوریال (آمریش پاری) آن‌ها را جدا می‌کند. کیشوریال (آمریش پاری) از آرجون (شاهرخ خان) برای کارهایش توضیح می‌خواهد، او اعتراف می‌کند که عاشق گنگا (ماهیما چودری) شده‌است اما فقط به قصد محافظت از او (و نه فرار از او) عمل کرده‌است. در همین حال، گنگا (ماهیما چودری) نیز به عشق خود به آرجون (شاهرخ خان) پی برده‌است. او راجول را به خاطر اقداماتش در لاس وگاس در معرض خانواده‌اش قرار می‌دهد. کیشوریال (آمریش پاری) منزجر شده و به راجول دستور می‌دهد که به ایالات متحده برگردد. گنگا (ماهیما چودری) و آرجون (شاهرخ خان) به ایالات متحده بازمی‌گردند و ازدواج می‌کنند.